# Мітлиця собача
{{#ifeq:0|0|{{#if:|{{#if:Agrostiscanina|[[]}}|}}}}
Мітлиця собача (Agrostis canina L.) — вид рослин з роду мітлиця (Agrostis) родини тонконогових (Poaceae).

## Загальна біоморфологічна характеристика

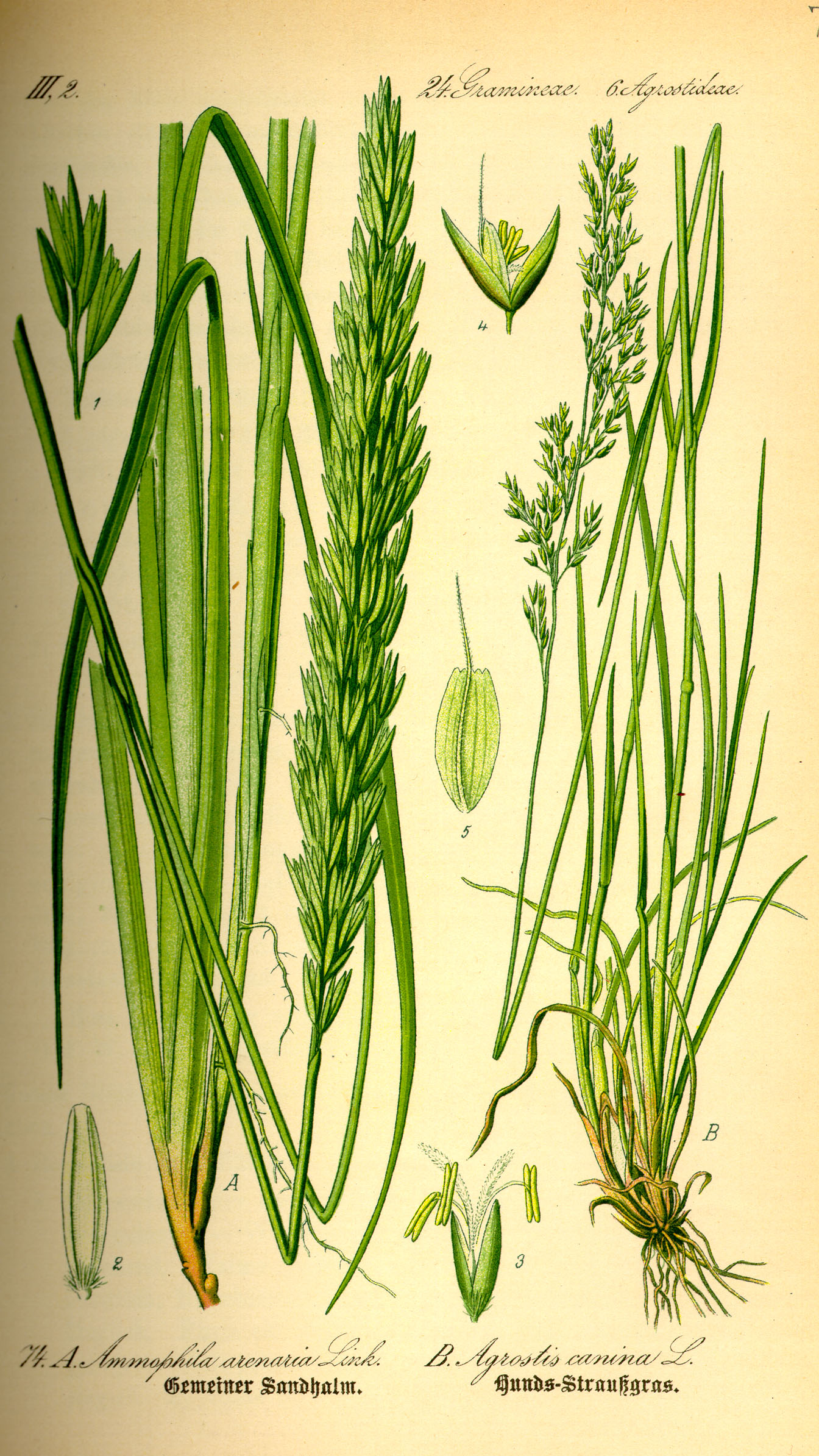
Ілюстрація мітлиці собачої (праворуч) у книзі Отто Вільгельма Томе «Flora von Deutschland, Österreich und der Schweiz» 1885, Gera, Germany

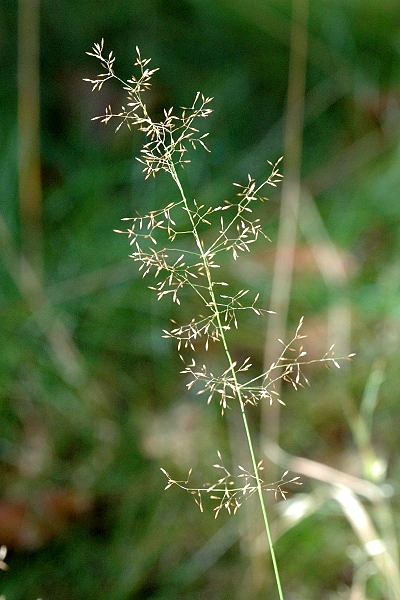
Волоть мітлиці собачої

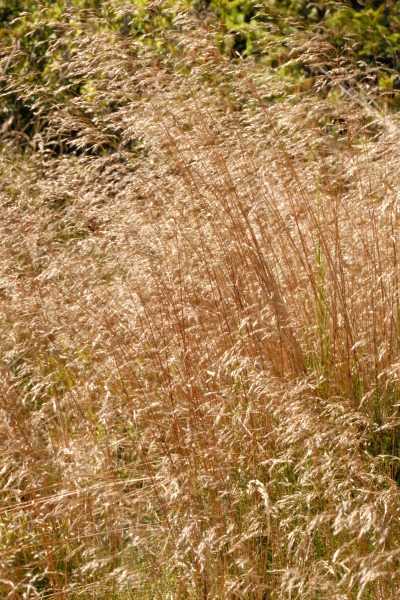
Мітлиця собача в бельгійських високих Арденнах

Багаторічний злак. Стебла 40-90 см заввишки. Листя 3-9 см завдовжки, 1-3,5 мм завширшки. Волоть 10-18 см завдовжки, 2-5 см завширшки, прямостояча, з шорсткими гілочками і віссю. Колоски 1,75 — 2,25 мм завдовжки, фіолетові, рідше світло-зелені; нижня квіткова луска 1,25-1,75 мм завдовжки, з колінчатим остюком, рідше безоста. Верхня квіткова луска недорозвинена. Цвіте у червні-липні.
Анемофіл.
Число хромосом: 2n = 14, 28, 35, 42, 56.

## Поширення

### Природнийареал
- Азія
  - Західна Азія: Туреччина
- Європа
  - Північна Європа: Данія; Фінляндія; Ірландія; Норвегія; Швеція; Об'єднане Королівство
  - Середня Європа: Австрія; Бельгія; Чехія; Німеччина; Угорщина; Нідерланди; Польща; Словаччина; Швейцарія
  - Східна Європа: Білорусь; Естонія; Латвія; Литва; Молдова; Російська Федерація — Європейська частина; Україна (вкл. Крим)
  - Південно-Східна Європа: Албанія; Болгарія; Хорватія; Греція; Італія; Румунія; Сербія; Словенія
  - Південно-Західна Європа: Франція (вкл. Корсика); Португалія; Іспанія

### Натуралізація
- Азія
  - Монголія
  - Китай
  - Індійський субконтинент: Індія — Джамму і Кашмір
- Австралія

### Культивування
- Європа
- Північна Америка
- Канада
- США

## Екологія
Мешкає в лісові масиви, на вологих та заболочених луках, на низових осокові болотах.

## Господарське значення
Кормова рослина і газонний злак.